# Cross fertilization workshop
Il Cross Fertilization Workshop (CFW) è una metodologia di brainstorming pensata per favorire la nascita di idee di innovazione radicale in gruppi di lavoro costituiti da persone di cultura scientifica e tecnica.
Il metodo è incentrato sul concetto di trasferimento tecnologico, l'idea centrale è di generare un impulso creativo nel gruppo di lavoro presentando una tecnologia proveniente da un dominio culturale completamente diverso da quello dei partecipanti e lavorando con loro per individuare applicazione di quella tecnologia al loro settore.  Il trasferimento tecnologico è ritenuto uno strumento fondamentale per facilitare l'innovazione radicale .

## La metodologia
Il CFW può coinvolgere dipendenti di una stessa azienda così come un gruppo di esperti di un determinato settore, ad esempio gli appartenenti ad una associazione professionale; ogni CFW consiste in un workshop in cui vengono presentate alcune tecnologie provenienti da settori applicativi diversi; per ciascuna tecnologia, il gruppo di lavoro viene guidato nella ricerca di applicazioni che possano rappresentare la soluzione a colli di bottiglia tecnologici tipici del loro settore industriale e di business, o che portino alla nascita di nuovi prodotti.
La particolarità del CFW è quella di ribaltare la prospettiva del pensiero creativo: la riflessione non parte dal focalizzare un problema per ricercare delle possibili soluzioni, al contrario la costruzione dell'idea innovativa parte da una potenziale soluzione per arrivare ad identificare il problema a cui potrebbe essere applicata, ciò rende il gruppo di lavoro più libero da considerare le limitazioni, le condizioni al contorno e gli aspetti di implementazione pratica di un particolare problema. 
L'obiettivo del workshop è quello di stimolare una riflessione creativa nei partecipanti; naturalmente per il successo del workshop è di fondamentale importanza che le tecnologie presentate siano state preventivamente selezionate dall'organizzatore in modo da presentare degli aspetti di contatto con il mondo industriale coinvolto nel CFW  .
L'interesse dei partecipanti viene attirato mediante la presentazione di una tecnologia concreta già sviluppata e sperimentata, sia pure in un settore diverso: la “sfida creativa” di trovare possibili applicazioni delle tecnologie presentate per risolvere i problemi a cui ancora non si è trovata soluzione in un determinato settore assicura il pieno coinvolgimento dei partecipanti al workshop.

## CFW e Open Innovation
Innovazione aperta e trasferimento tecnologico sono concetti in stretta relazione .
I CFW si inquadrano dunque fra gli strumenti utili per un'azienda che voglia integrare il paradigma dell'innovazione aperta nel proprio processo di R&D o sviluppo prodotto. In questo caso, l'impostazione di CFW incentrati sulle tecnologie della propria rete di fornitori e collaboratori permette di informare, coinvolgere e stimolare la riflessione creativa tra la società ed i partner.

## Storia
A partire dagli anni 90, l'evoluzione del mercato internazionale del mondo Oil&Gas ha fatto sì che le aziende che vi operano iniziassero a sentire una forte esigenza di innovazione , spesso soddisfatta cercando di utilizzare lo strumento del trasferimento tecnologico .
Il metodo del CFW  è stato elaborato in Italia dall'esperto di Open Innovation Giordano Pinarello, nel corso di una collaborazione con ENI; il principale ente italiano del settore ha infatti utilizzato il CFW, a partire dal 2007, come uno degli strumenti per aprirsi verso un mondo tecnologico diverso ma complementare rispetto a quello dell'Oil&Gas.
Nel corso del tempo, i CFW hanno visto partecipare manager e tecnici di importanti multinazionali e organizzazioni quali: ENI, ENEL, MIT, Schlumberger, Offshore Mediterranean Congress.